# ويم كول
ويم كول هو قانوني وسياسي هولندي، ولد في 12 فبراير 1943. نشط حزبياً في الديمقراطيون 66.